# مات ريان
مات ريان (بالإنجليزية: Matt Ryan)‏ (و. 1981 – م) هو ممثل، من المملكة المتحدة، ولد في سوانزي.

## التعليم
تعلم في مدرسة بريستول أولد فيك المسرحية.

## وصلات خارجية
- مات ريان على موقع IMDb (الإنجليزية)
- مات ريان على موقع ميتاكريتيك (الإنجليزية)
- مات ريان على موقع روتن توميتوز (الإنجليزية)
- مات ريان على موقع قاعدة بيانات الأفلام العربية
- مات ريان على موقع ألو سيني (الفرنسية)
- مات ريان على موقع أول موفي (الإنجليزية)
- مات ريان على موقع قاعدة بيانات برودواي على الإنترنت (الإنجليزية)
- مات ريان على موقع قاعدة بيانات الأفلام السويدية (السويدية)
- مات ريان على موقع قاعدة بيانات الفيلم (الإنجليزية)
- مات ريان على موقع كينوبويسك (الروسية)